# Axel Hager
Axel „Hägar“ Hager (* 14. März 1969 in Burg auf Fehmarn) ist ein ehemaliger deutscher Volleyball- und Beachvolleyballspieler. Gemeinsam mit Jörg Ahmann trug Hager viel zur Popularität des Beachvolleyballs in Deutschland bei.

## Glanzpunkte bei Olympia
Seine größten Erfolge errang er beim Beachvolleyball mit seinem langjährigen Partner Jörg Ahmann. 2000 gewannen sie bei den Olympischen Spielen in Sydney die Bronzemedaille. Bereits 1996 in Atlanta waren Ahmann/Hager dabei, als in Atlanta Beachvolleyball erstmals ein Wettbewerb bei Olympia war. Sie belegten den 9. Platz. Für die Olympischen Spiele 2004 in Athen qualifizierten sie sich nicht. Aufgrund einer schweren Verletzung Hagers konnten sie an zu wenigen Turnieren der Qualifikation teilnehmen, um die erforderliche Punktzahl zu erreichen.
Die Silbermedaille bei den Europameisterschaften 1996 in Pescara war ein weiterer Karrierehöhepunkt Hagers.

## Ahmann-Hager-Arena
Zu Ehren der beiden ist das Beachvolleyballstadion Ahmann-Hager-Arena in Timmendorfer Strand nach ihnen benannt. Hier finden alljährlich die deutschen Meisterschaften statt.
Die Dominanz von Ahmann/Hager zeigte sich in Timmendorf am deutlichsten: 1993 und von 1995 bis 1998 holten sie den Titel.

## Anfänge in der Halle
Der 2,02 m große Hager spielte aktiv Hallen-Volleyball seit 1981. Er begann in seiner Heimatstadt, spielte beim VfL Oldesloe, im Volleyball-Internat Frankfurt und zuletzt beim Eimsbütteler TV in der 2. Bundesliga. Mit dem 1. VC Hamburg, 1. SC Norderstedt und dem Dürener TV spielte er auch in der höchsten deutschen Spielklasse, der 1. Bundesliga. Mit dem HSV wurde er 1989 Deutscher Vizemeister sowie Pokalsieger. Den deutschen Supercup gewann er mit dem Sportclub aus der Hansestadt in derselben und in der folgenden Spielzeit.

## Zeit nach dem Beachvolleyball
Nach seinen letzten deutschen Meisterschaften 2004 zog er sich aus dem aktiven Profi-Beachvolleyballsport zurück. Seitdem co-moderiert er die Beachvolleyball-Übertragungen von RTL und Sport 1.
Im Juni 2006 gründete Axel Hager, der in Hamburg und Los Angeles Betriebswirtschaft mit Schwerpunkt Marketing studierte, die Eventmarketing-Agentur „Sportplatz GmbH“. Gemeinsam mit Werner Richnow ist er geschäftsführender Gesellschafter.

## Erfolge Halle
- 1989: Bronze Champions League
- 1989: Deutscher Vizemeister, Pokal- und Supercupsieger
- 1990: Deutscher Supercupsieger

## Erfolge Beach

### Deutscher Meister
- 1993, 1995, 1996, 1997, 1998

### World Tour
- 4. Platz Marseille 1994
- 5. Platz Marbella, Berlin, Busan 1995
- 2. Platz Europameisterschaft 1996, Pescara / Italien
- 2. Platz Klagenfurt 1997
- 2. Platz Marseille, 3. Platz Moskau, 5. Platz Klagenfurt+Ostende 1998

### Olympische Spiele
- 9. Platz Atlanta 1996
- Bronze-Medaille Sydney 2000

### Sonstige
- 4 × Deutscher Beachvolleyballer des Jahres
- Europas Beach-Volleyballer des Jahres 2000